# ワシタ・バプテスト大学
ワシタ・バプテスト大学 (Ouachita Baptist University) は、アーカンソー州Arkadelphiaに所在する私立大学である。 
創設は1886年。キリスト教南部バプテスト派を母体に持つリベラルアートの大学で、約1600名の学生が在籍する。1925年に最初の留学生を中国から迎えており、州内では人種差別のない学校として知られている。日本の西南学院大学との間でも1975年より交換留学プログラムを持つ。現在、北京大学、鄭州大学、香港バプティスト大学などとも提携をしており、また近年は、ウズベキスタン、カザフスタン、ロシアなどからも交換留学生を受け入れている。

## 主な人物
- マイク・ハッカビー（アメリカ合衆国の政治家・聖職者）
- ウィリアム・フランシス・マクベス（アメリカ合衆国の作曲家、指揮者）
- スティーヴン・ブライアント(アメリカ合衆国の作曲家、指揮者）
- サラ・ハッカビー・サンダース（ホワイトハウス報道官）
- トラビス・ジャクソン（元プロ野球選手）